# Viaggio nella Luna
Viaggio nella Luna (Le Voyage dans la Lune) è un film muto del 1902 scritto, prodotto, montato, musicato, scenografato e diretto da Georges Méliès.
Assieme al Viaggio attraverso l'impossibile (1904) è uno dei suoi film più famosi ed è uno dei capolavori del cinema ai suoi esordi. Il film è liberamente basato sui romanzi dei due padri del genere fantascientifico Dalla Terra alla Luna di Jules Verne e I primi uomini sulla Luna di H. G. Wells. Inoltre è stata d'ispirazione anche l'operetta Le Voyage dans la Lune (1875) di Jacques Offenbach.
È in genere considerato il primo film di fantascienza, benché preceduto da alcune opere dello stesso regista. Una delle scene iniziali del film, la navicella spaziale che si schianta sull'occhio della Luna (che presenta un volto umano), è entrata nell'immaginario collettivo ed è una delle sequenze che hanno fatto la storia del cinema.

## Trama
Il film, diviso complessivamente in 17 scene (dette “quadri”) racconta di un immaginario viaggio nella Luna effettuato a bordo di una navicella a forma di proiettile lanciata da un gigantesco cannone; saranno gli astronomi stessi a intraprendere il viaggio. Mentre un gruppo di ballerine festeggia l'evento (Méliès, quale uomo di spettacolo, ben conosceva l'importanza delle ballerine negli spettacoli d'intrattenimento), il proiettile arriva sulla Luna, conficcandosi direttamente nell'occhio della faccia dell'astro e provocandogli una visibile irritazione.
Una volta scesi, i viaggiatori incontrano i Seleniti, vengono catturati e presentati al loro Re. Riescono a scappare, e ripartono facendo cadere il proiettile verso il basso, verso la Terra (secondo un'intuitiva legge di gravità, secondo cui la Terra si trova in basso rispetto alla luna e quindi, per tornare sulla terra, basta "cadere" dalla luna), finendo in mare e venendo poi riportati in un porto.

### Primo quadro: il Congresso di astronomi
In una sala con tutti gli strumenti per l'astronomia dipinti sullo sfondo, sono riuniti i dotti astronomi su un palco a gradinate (alcuni in toga, altri con vistosa capigliatura di riccioli bianchi, altri ancora con cappello a punta da mago). A sinistra si trova una lavagna con il disegno della terra e della luna e un banco con tre giovani assistenti dai vistosi cappelli a punta.

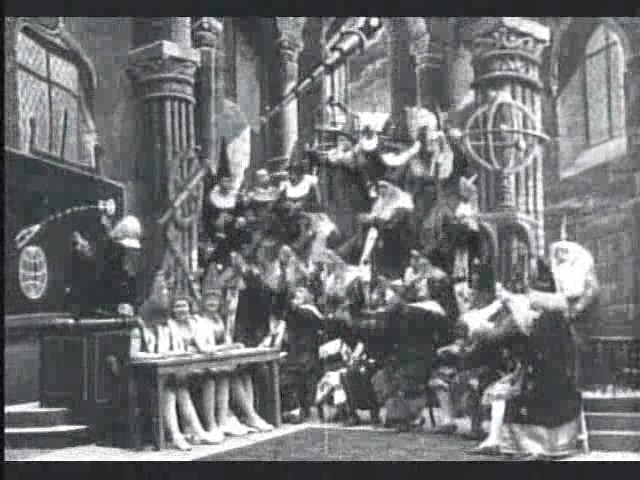
Primo quadro: il Congresso di astronomi

Arrivano altri insigni astronomi e poi sei ballerine con cannocchiali e telescopi, che danno gli strumenti ai dotti della prima fila. Il presidente, vestito come Mago Merlino e riconoscibile per la barba più lunga di tutti, arriva alla riunione venendo applaudito dagli astanti. Invitati tutti a sedersi, il presidente va in cattedra e inizia a spiegare il suo progetto di viaggio verso la Luna, aiutato dai disegni sulla lavagna. Tutti gli danno vistosamente ragione, gesticolando, annuendo e applaudendo. Un membro anziano, però, si alza perché disapprova il progetto: inizia così un'accesa diatriba col presidente, che termina quando quest’ultimo caccia il dissidente, tirandogli in faccia tutte le sue carte e libri. Ritrovata l'unanimità, il progetto viene approvato e il presidente, con un capitano dell'esercito e quattro compagni scelti dal congresso, si prepara al viaggio, vestendosi con gli abiti portati dagli inservienti (da maghi si abbigliano quindi come "scienziati" in una commistione tra scienza e magia). Il gruppo scelto, quindi, si avvia in fila verso la missione.

### Secondo quadro: fabbricazione della navicella

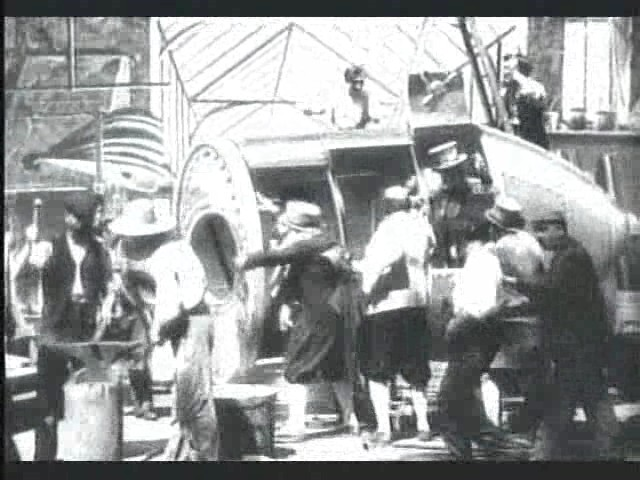
Secondo quadro: fabbricazione della navicella

La seconda inquadratura mostra l'officina dove si sta assemblando la navicella-proiettile, con vari maniscalchi vistosamente all'opera: chi batte sull'incudine, chi mette i chiodi sulla navicella, chi pialla, chi martella. Il gruppo di astronomi arriva e ispeziona la navicella in costruzione, provando a entrarvi e creando qualche guaio: uno di loro cade dentro una tinozza. Uno dei lavoratori suggerisce allora agli astronomi di andare a vedere uno straordinario spettacolo dalla cima dell'edificio. Allora, mentre tutti riprendono il lavoro, gli astronomi salgono su una scala (in parte tagliata dall'inquadratura).

### Terzo quadro: veduta della città (Parigi)
Il gruppo, arrivato sul balcone del soffitto, assiste a una spettacolare vista della città (dipinta), animata dal fumo di numerose ciminiere. Più vicino si vede un'apertura che è il bacino di fusione della navicella: dopo un segnale, attraverso due condutture, inizia a colarvi l'acciaio liquido, che fa sbuffare una folata di fiamme e vapore. Un astronomo ha visto tutto col cannocchiale.

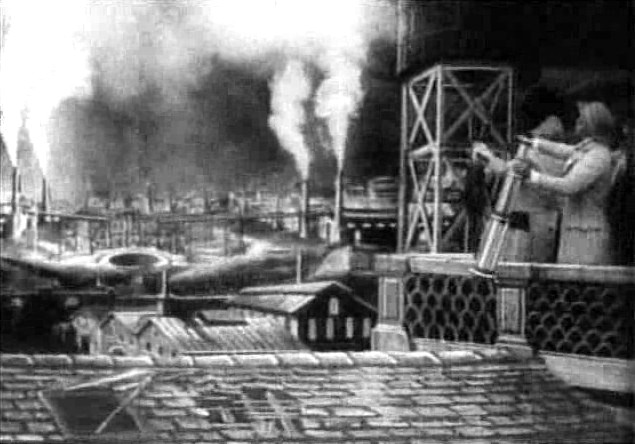
Terzo quadro: veduta della città (Parigi)

### Quarto quadro: imbarco
Sopra i tetti dipinti della città si trova la terrazza dove c'è l'imbocco del cannone, che sparerà il proiettile sulla luna; alla presenza di un ufficiale e di numerose ballerine-aiutanti vestite alla marinara, gli scienziati, che si inchinano all'inizio verso il pubblico, vengono imbarcati sulla navicella (uno di essi scivola) e chiusi. Poi l'astronave viene sospinta all'interno del cannone dalle ballerine, che salutano allegramente, alzandosi e sollevando il cappello, nel puro stile dell'avanspettacolo.

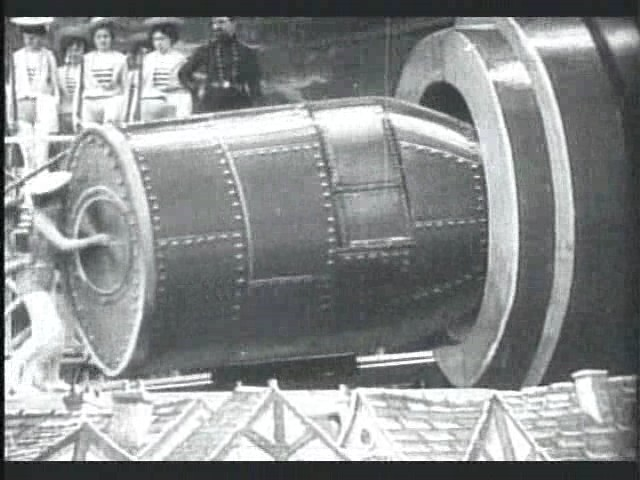
Quarto quadro: imbarco

### Quinto quadro: lancio
La scena successiva mostra quanto in realtà sia enorme il cannone, del quale si era vista solo l'imboccatura, procedendo sullo sfondo per vari chilometri e puntando dritto sulla luna, che appare in cielo contornata dalle nuvole, oltre un suggestivo paesaggio dipinto. Mentre le ballerine si dispongono nella nuova inquadratura dietro il generale, questi si prepara a dare il segnale e un artificiere sale su una scaletta con in mano l'innesco. Al segnale si dà il fuoco e il cannone spara, mentre un gruppo di persone corre verso il balcone per dare il saluto agli esploratori.

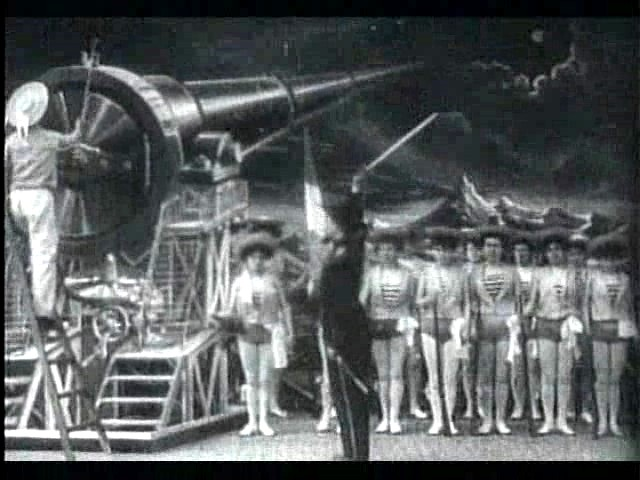
Quinto quadro: lancio

### Sesto quadro: la faccia della luna
Questo quadro, composto da due momenti sfumati, è il primo che mostra un trucco di tipo cinematografico (finora si era assistito a effetti speciali di tipo "teatrale"): la luna dipinta si ingrandisce nella cornice delle nuvole (doppia esposizione con "carrello" nella parte interna per ingrandire il soggetto), poi si trasforma in una vera e propria faccia (trucco di montaggio) che si muove, finché, quando è ormai in primo piano, il proiettile arriva conficcandosi direttamente nel suo occhio e facendola lamentare.

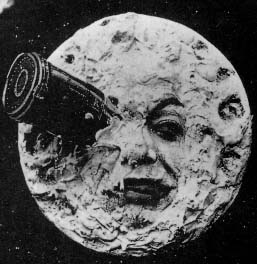
Sesto quadro: la faccia della luna. Il razzo si schianta sull'occhio della Luna

### Settimo quadro: allunaggio
La navicella arriva dolcemente al suolo (si tratta di un overlap, cioè di una discrepanza temporale, perché già nella scena precedente si era visto l'allunaggio, anche se da una diversa prospettiva), poi si apre per far uscire gli astronomi, che si trovano nel roccioso e aspro paesaggio lunare. Esultanti, iniziano a guardarsi attorno, gesticolando con entusiasmo.
Quando sono scesi tutti, alzano le mani e la navicella scompare (trucco dell'arresto della ripresa: una sorta di montaggio per far sparire/apparire oggetti e personaggi, che verrà usato anche dopo); poi si mettono da un lato e, mentre la scena si modifica (trucco teatrale), assistono estasiati al sorgere della terra.

Mentre questi stanno per darsi all'esplorazione, un'esplosione li blocca e le fiamme cominciano a scaturire dal terreno. Quando le fiamme si sono spente, ormai ripresi dalla paura, gli astronomi decidono di riposarsi dalla fatica e, prese delle coperte, si sdraiano in terra a dormire. Nel frattempo compaiono nel cielo visioni di una stella cometa (trucco della sovrimpressione), delle sette stelle dell'Orsa Maggiore con facce di donne in ciascuna (trucco dell'esposizione multipla) e infine di stelle e pianeti, ciascuno con personaggi animati (composti secondo l'estetica tipica dell'Art Nouveau) che sembrano guardare e indicare gli astronomi. Dopo che una neve stellare conclude la visione, gli scienziati si svegliano infreddoliti e ripartono, scendendo all'interno di un cratere.

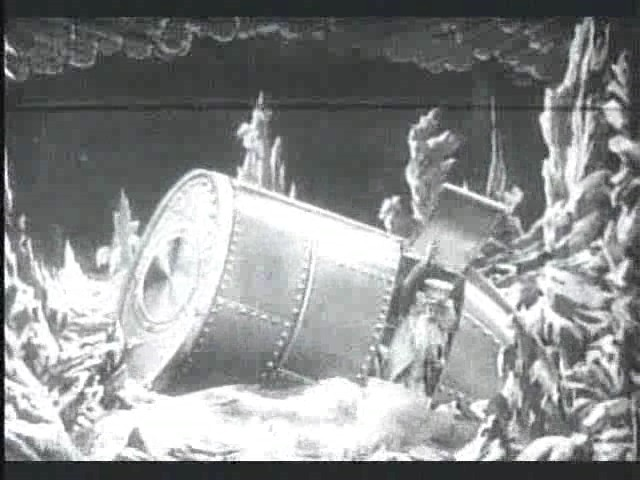
Settimo quadro: allunaggio

### Ottavo quadro: interno della Luna
Il cratere conduce a una stupenda grotta nell'interno della luna, con funghi giganti e una cascata che alimenta un fiume. Gli astronomi, estasiati dalla visione, attraversano il fiume tramite un tronco posto a traverso. Mentre il presidente compara la dimensione del suo ombrello con quella di un fungo gigante, l'ombrello stesso si trasforma in fungo (trucco dell'arresto della ripresa) che inizia a crescere magicamente (trucco teatrale). Dietro al fungo appare un Selenita, un abitante della Luna, che saltella freneticamente, facendo capriole da acrobata, spaventando gli scienziati. Il presidente lo colpisce con l'ombrello e questo svanisce in una nuvola di fumo (trucco dell'arresto della ripresa). Tenta di fuggire, ma il capitano lo blocca continuamente. Un secondo arriva e viene fatto sparire: intanto i seleniti arrivano a piccoli gruppi, che circondano gli astronomi, il presidente e il capitano, catturandoli.

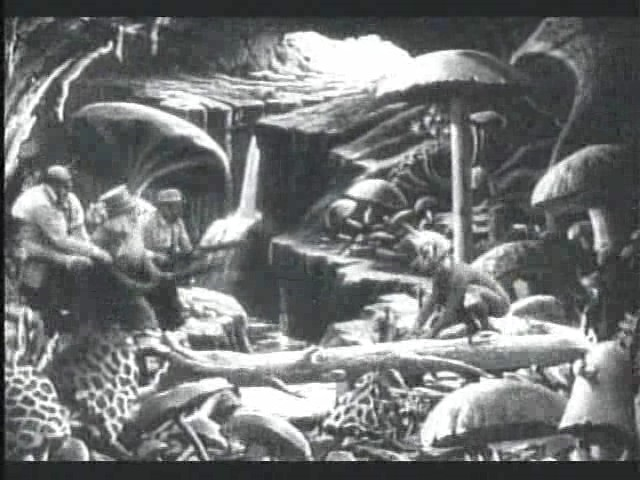
Ottavo quadro: interno della Luna

### Nono quadro: il re dei Seleniti
La scena successiva è ambientata alla corte del re dei Seleniti, un grande mostro con le chele da granchio al posto delle mani, seduto su uno splendido trono e circondato dalle sette donne-stelle dell'Orsa. Da una porta in un muro magnificamente decorato entra al cospetto del re, dopo un suo gesto, un gruppo di Seleniti guerrieri provvisti di lucerne e armi (lance e un'ascia), seguiti dagli astronomi con le mani legate. Il presidente, però, riesce a liberarsi e si getta contro il re (che nel frattempo è stato sostituito da un manichino), afferrandolo e gettandolo a terra, facendolo svanire in una fumata, tra la costernazione generale e le guardie impietrite. Liberati i colleghi, scappano tutti via, inseguiti dalle guardie e dal popolo dei Seleniti, che nel correre non mancano di effettuare alcune capriole.

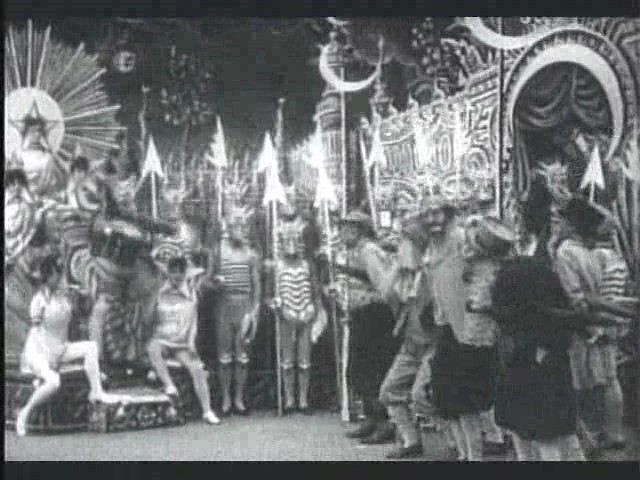
Nono quadro: il re dei Seleniti

### Decimo quadro: fuga
Nel paesaggio lunare, gli astronomi fuggono precipitosamente, mentre il presidente si difende dai Seleniti, che lo rincorrono, con l'ombrello, facendone scoppiare un paio, ma l'esercito (una ventina di comparse) li insegue a breve distanza.

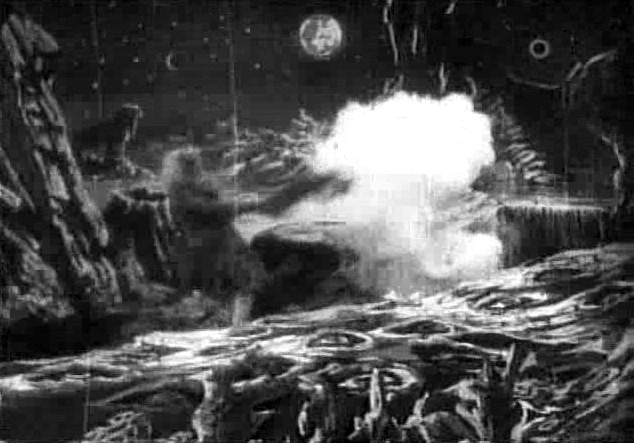
Decimo quadro: uccisione di un selenita

### Undicesimo quadro: partenza
La navicella proiettile, che si trova in cima a uno sperone di roccia, viene raggiunta dagli astronomi tranne il presidente, intento a lottare con un selenita, che gli ha preso la giacca. Con un calcio nel sedere, questi riesce a liberarsi di lui facendolo scoppiare con la consueta fumata.
Il presidente allora chiude la nave e, aggrappandosi a una corda legata alla punta della navicella, la fa cadere giù dallo sperone, mentre un selenita si aggrappa al posteriore della navicella. Caduta via la navicella, arriva l'esercito dei Seleniti, che manifesta eloquentemente la sua rabbia e insoddisfazione.

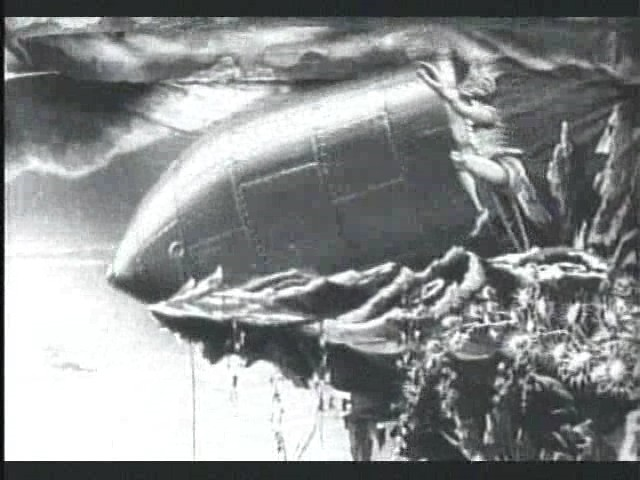
Undicesimo quadro: partenza

### Dodicesimo e tredicesimo quadro: precipitazione
La navicella precipita dal cielo, col professore aggrappato alla corda davanti e il selenita nascosto dietro. La navicella precipita così sulla Terra, finendo nel mare, in cui entra con uno sbuffo (sovrimpressione).

### Quattordicesimo quadro: fondo del mare
La navicella cade nel profondo del mare (filmato attraverso un acquario per mostrare un viavai di pesci) e poi risale da sola la corrente.

### Quindicesimo quadro: ritorno
La navicella-proiettile viene rimorchiata da una nave a vapore (trucco teatrale con scenografia in movimento), che la riconduce sana e salva in un porto. Sulla nave si vede il Selenita, trascinato sulla Terra, che si dimena.

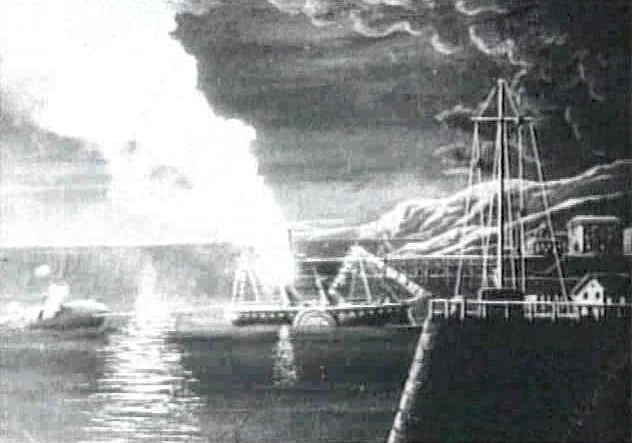
Quindicesimo quadro: la navicella viene rimorchiata da una nave a vapore

### Sedicesimo quadro: accoglienza
Questi ultimi due quadri non compaiono in tutte le versioni in circolazione, poiché fino a poco tempo fa si credevano perduti.
L'astronave viene portata in trionfo e gli esploratori sono accolti dalle autorità, tra numerose ballerine festanti. Un sindaco (o re) si congratula con gli scienziati e li incorona uno per uno. Arriva però il Selenita trasportato sulla Terra, che sta lottando con una guardia, ma alla fine si mette a ballare con gli altri, nella festa generale.

### Diciassettesimo quadro: la statua
L'ultima scena mostra l'inaugurazione di una statua celebrante l'impresa. Le ballerine fanno un girotondo attorno alla statua, nella gioia generale.

## Produzione
Il film venne girato nel 1902 negli studi della Star Film di Méliès presso Montreuil, vicino a Parigi. Costò la considerevole cifra di 10.000 franchi, spesi soprattutto per i costumi dei Seleniti e per le ricche scenografie dipinte.
Il film fu girato con una cinepresa fissa ed è privo di didascalie.

### Caratteristiche

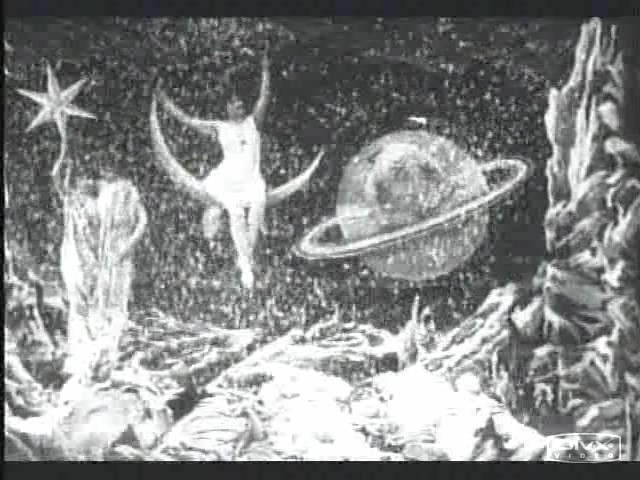
La neve stellare (impressione multipla)

Il filmato, girato a 16 fotogrammi al secondo, è muto, in bianco e nero (ma esistettero sicuramente versioni colorate a mano) ed è composto come "film a quadri", cioè come una serie di scene a inquadratura fissa (con sfondi diversi e durata variabile), inanellate una all'altra per comporre una storia. Non è il primo film a quadri di Méliès (erano già stati girati almeno L'affaire Dreyfus, Cendrillon, Jeanne d'Arc e Barbe-Bleu), ma è uno dei più famosi per via della ricchezza di effetti speciali, il notevole grado di inventiva, la ricchezza di personaggi e la perfetta integrazione ludico/narrativa. Méliès seppe infatti sfruttare tutte le possibilità tecniche allora disponibili, combinandole con precisione meccanica.
Le inquadrature spesso non sono perfette e tagliano fuori alcuni elementi sui lati: questo perché la cinepresa di tipo Lumière, che Méliès adoperava, non era ancora dotata di mirino, per cui l'inquadratura era spesso basata solo sul buon senso e l'esperienza dell'operatore.
La messinscena ricorda una farsa teatrale, dove però la scenografia cambia al ritmo di poche decine di secondi, con un ritmo quindi giocosamente "frenetico" per l'epoca e lo stile di un allegro balletto.
Nelle opere di Méliès la componente di attrattiva per il pubblico era ancora sostanzialmente l'uso degli effetti speciali e la visione di mondi magici. resi incredibilmente reali grazie alla fotografia in movimento della recente scoperta del cinematografo. Si parla infatti di questo primo periodo della storia del cinema come "cinema delle attrazioni", dove cioè erano il movimento e gli effetti speciali il principale motivo di richiamo, non ancora la narrazione di storie. Non si può comunque affermare, che le opere di Méliès siano assolutamente estranee a forme narrative (come d'altra parte non lo erano i filmati anteriori dei Fratelli Lumière); anzi, soprattutto in Méliès, la storia era spesso un collante per dare senso all'intera rappresentazione.
Le scene senza commento sonoro o didascalie risultano piuttosto difficili nella comprensione. Il pubblico, però, all'epoca era aiutato dalla figura dell'imbonitore, cioè un narratore fisicamente presente in sala che spiegava e coloriva con battute il senso della storia mostrata. Questa figura gradualmente sparì dalle rappresentazioni cinematografiche successive.

## Distribuzione
Durante la distribuzione in Italia è stato citato anche con il titolo Dalla Terra alla Luna, come il romanzo omonimo di Jules Verne, a cui è ispirato.

## Accoglienza
Fu la prima opera di finzione cinematografica a conoscere un successo mondiale. Fu anche oggetto di una massiccia opera di pirateria, operata innanzitutto da Thomas Edison, che lo distribuì personalmente in America controtipando illegalmente una copia.

## Restauro
Il film fu distribuito, come per altre pellicole di Méliès, sia in bianco e nero che a colori. L'unica copia di quest'ultimo tipo di cui sia nota l'esistenza è quella donata nel 1993 alla Filmoteca de Cataluña da un anonimo. La pellicola era in condizioni prossime alla decomposizione: per questo motivo nel 1999 fu intrapresa un'accurata opera di restauro, ultimata solamente nel 2011 e costata complessivamente 400 000 euro, presso i laboratori di Technicolor di Los Angeles. La versione restaurata fu presentata per la prima volta al Festival di Cannes 2011, a 18 anni dalla sua scoperta e 109 dalla data d'uscita originale, con una nuova colonna sonora, firmata dalla band francese AIR. Il film è poi uscito allegato all'album omonimo della band in una edizione limitata e separatamente in formato DVD e Blu-Ray.

## Rifacimento
Il film del 1908 Excursion dans la lune di Segundo de Chomón è un rifacimento scena per scena del capolavoro di Méliès.
Il film d'animazione del 1914 A Trip to the Moon, scritto e diretto da Vincent Whitman, è andato perduto; non ci sono elementi per dire che fosse direttamente legato a Méliès, anche se probabilmente era influenzato dal famoso film.

## Influenza culturale
- Il film Il giro del mondo in 80 giorni del 1956 contiene un lungo estratto della pellicola di Méliès.
- Il videoclip della canzone Tonight, Tonight del gruppo degli Smashing Pumpkins prende ispirazione da questo film e rende omaggio al regista citando il suo nome sulla fiancata della nave a vapore che recupera la navicella (S.S. Méliès)[16]
- Il videoclip della canzone Heaven for Everyone dei Queen utilizza spezzoni presi da questo film, insieme ad altri tratti da Viaggio attraverso l'impossibile (1904) e da L'éclipse du soleil en pleine lune (1907)[17].
- Una breve sequenza del film appare nel videoclip di French Kissin' in the U.S.A. di Debbie Harry del 1986.
- Il film Domani si balla! (1983) di Maurizio Nichetti rende omaggio al cinema di Méliès e in particolare a questo film. Nella pellicola di Nichetti, una televisione privata comincia a trasmettere una stranissima musica, proveniente da un altro pianeta, che scatena in chiunque la senta un'irrefrenabile voglia di ballare. Le scene iniziali del film ritraggono lo spazio siderale e i suoi abitanti secondo lo stile del film di Méliès, come ad esempio i visi umani che si affacciano dalle stelle a cinque punte. Gli abitanti del misterioso pianeta non sono dissimili dai seleniti di Viaggio nella Luna, non parlano (se non con scritte sovrapposte allo schermo) e si muovono saltando e ballando. Inoltre, come i seleniti di Méliès esplodono in una nuvola di fumo quando sono colpiti, gli extraterrestri di Nichetti fanno una medesima vita allorché sono colpiti dalle "parole" che arrivano dal pianeta Terra.
- Il film Hugo Cabret (2011) di Martin Scorsese parla (non come storia principale) di Georges Méliès e della creazione e montaggio del suddetto film.
- Nella serie animata I Simpson episodio 21 della 21ª stagione è presente un episodio di Grattachecca e Fichetto che è una parodia del film.
- Nella serie animata Futurama, nel secondo episodio della 1ª stagione, Bender infila una bottiglia nell'occhio di un funzionario del lunapark travestito da Luna, richiamando evidentemente la scena più nota del film.
- Nella storia Viaggio nella Luna, pubblicata in due parti su Topolino nei numeri 3488 e 3489, viene fatta una parodia del film con protagonisti Paperone, Pico de Paperis, Paperino, Archimede e Brigitta.